# بوران بنت كسرى
بوران دُخت بنت كسرى، ذكر الطبري في تاريخه أنها ملكت سنة ونصف، وكانت سيرتها مع الناس حسنة. ومما أورده عنها أيضا أنها أهدت للنبي ﷺ هدية، وقبلها منها.